# 惠林
禹惠林（： Woo Hye Rim，1992年9月1日—），藝名為惠林（Hyerim），美國藝名為Lim，曾為韓國JYP娛樂旗下女團Wonder Girls成員之一，在隊內擔任忙內。惠林是韓國人，因父親工作關係，2歲起在香港生活了14年。父親是有最高級九段黑帶的跆拳道大師。曾就讀保良局陳守仁小學及地利亞（加拿大）學校。2007年通過JYP娛樂選拔回到韓國開始練習生涯。
因為自小在香港長大及受教育的關係，會說韓語以外的三種語言：粤語、英語、普通話。也曾是JYP練習生女團Sisters（後改為miss A）五位成員之一，後來因遞補Wonder Girls暫退成員宣美的空缺而成為Wonder Girls的新成員，加入前以「泡菜妹」的筆名在蘋果日報的小專欄教韓文，加入Wonder Girls後首張專輯為《2 Different Tears》。Wonder Girls 解散後，與隊內大姊宥斌跟JYP娛樂以個人藝人身份續約，也與譽恩為師妹女團TWICE創作歌曲。2020年1月與JYP娛樂合約期滿未再續約，同年三月簽約宥斌創辦的公司rrr娛樂。
2020年透MBC綜藝節目《羨慕就輸了》公開與年長6歲、獲得多個獎項的極限跆拳道選手申民澈在愛情長跑七年後訂於7月5日舉行婚禮，2022年2月23日下午長子出生。

## 音樂
| 年份   | 歌曲        | 收錄專輯                           | 備註                                           |
| 2012年 | Act Cool    | Wonder Girls 專輯 《Wonder World》 | 惠林填詞，與San E合作                          |
| 2013年 | Cry of Love | 《Soldiers of Light》              |                                                |
| 2014年 | Iron Girl   | HA:TFELT 專輯 《Me?》              | 惠林負責說唱部份，主唱是同隊的譽恩（HA:TFELT） |
| 2015年 | Oppa        | Wonder Girls 專輯《Reboot》        |                                                |
| 2016年 | With You    | 數位單曲《With You》               | 與JYP歌手Bernard Park合作                      |

## 電影
| 年份   | 片名                          | 角色   | 備註     |
| 2010年 | 最後的教父(라스트갓파더)      | 歌手   | 客串     |
| 2014年 | 壞姐姐之拆婚聯盟              | 朴在熙 | 中國電影 |
| 2019年 | 如同第一杯(如初盞般/첫잔처럼) | 金瑞妍 |          |

## 節目主持
- 2013年 EBS《English Go! Go!－Wonder K-Pop》主持人（2013年2月27日—8月30日）[4]
- 2013年 TBS eFM《What's POPpin》DJ（2013年6月26日—7月5日）
- 2013年 Arirang TV《韓國勁歌傳真（Pop's in seoul）》主持人（2013年8月26日—2014年3月10日）